# Everus
Everus es una marca de automóviles de GAC Honda, una empresa conjunta entre Honda y GAC Group. Honda se convirtió en el primer fabricante de automóviles extranjero en desarrollar vehículos bajo una marca propiedad de su empresa conjunta local en China.  
Li Nian lanzó su primer automóvil, el S1, en el Salón del Automóvil de Shanghai en abril de 2011.

## Productos

### Everus S1
El S1 es el primer coche Everus disponible para la venta. Es una berlina Honda City de cuarta generación rebautizada y salió a la venta en abril de 2011.

### Everus VE-1
Un SUV subcompacto eléctrico basado libremente en el Honda Vezel que fue presentado en una vista previa del concepto Everus EV. El vehículo es desarrollado conjuntamente por Honda y GAC Honda, con una gama de 340 kilómetros (211,3 mi) de la batería de iones de litio de 53,6 kWh (NCM622) del Nuevo Ciclo de Conducción Europeo, impulsada por un motor eléctrico con 120 kilovatios (160,9 HP) y 280 newtons·metro (206,5 lb·pie) de par.

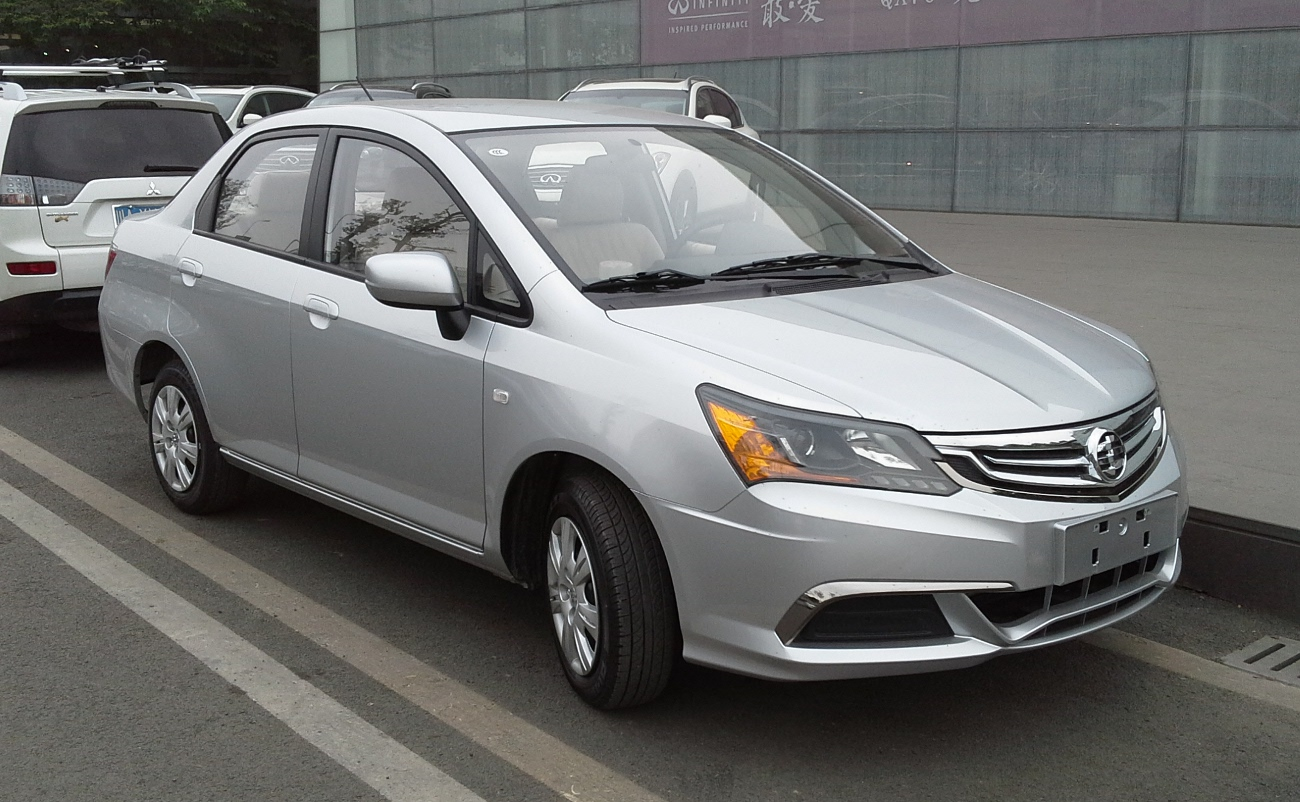
Everus S1
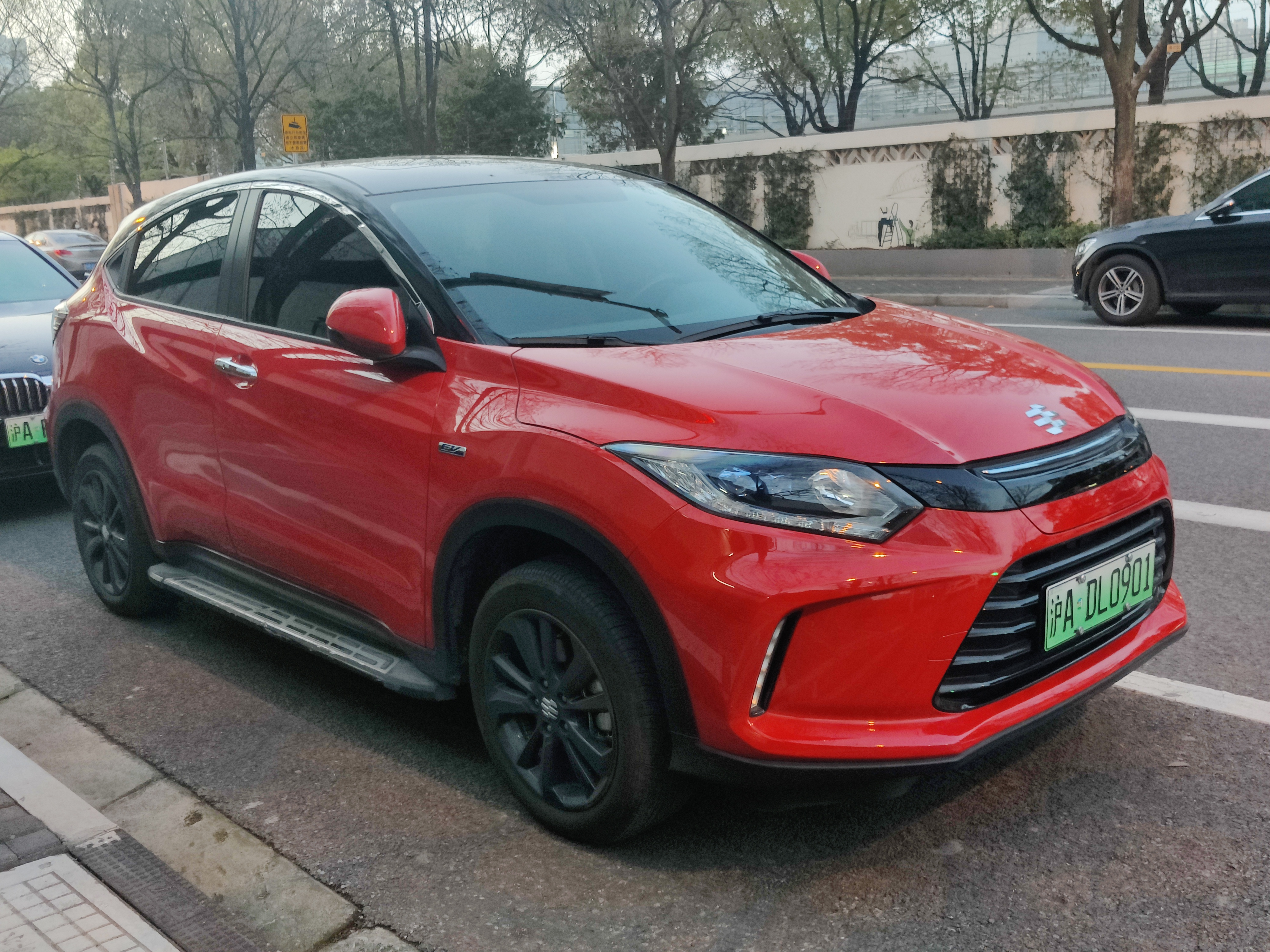
Everus VE-1

## Coches conceptuales
Para anunciar la marca Everus en 2008, se presentó Li Nian, un concept car SUV compacto en la Exposición Internacional del Automóvil de Beijing Auto China.
El concepto Li Nian Roadster fue mostrado por Guangqi Honda en el Salón del Automóvil de Shanghai de 2009.
El concepto Li Nian Sedan debutó en Auto China 2010 en Beijing.
El concepto EV SUV debutó en Auto China 2018 en Beijing.

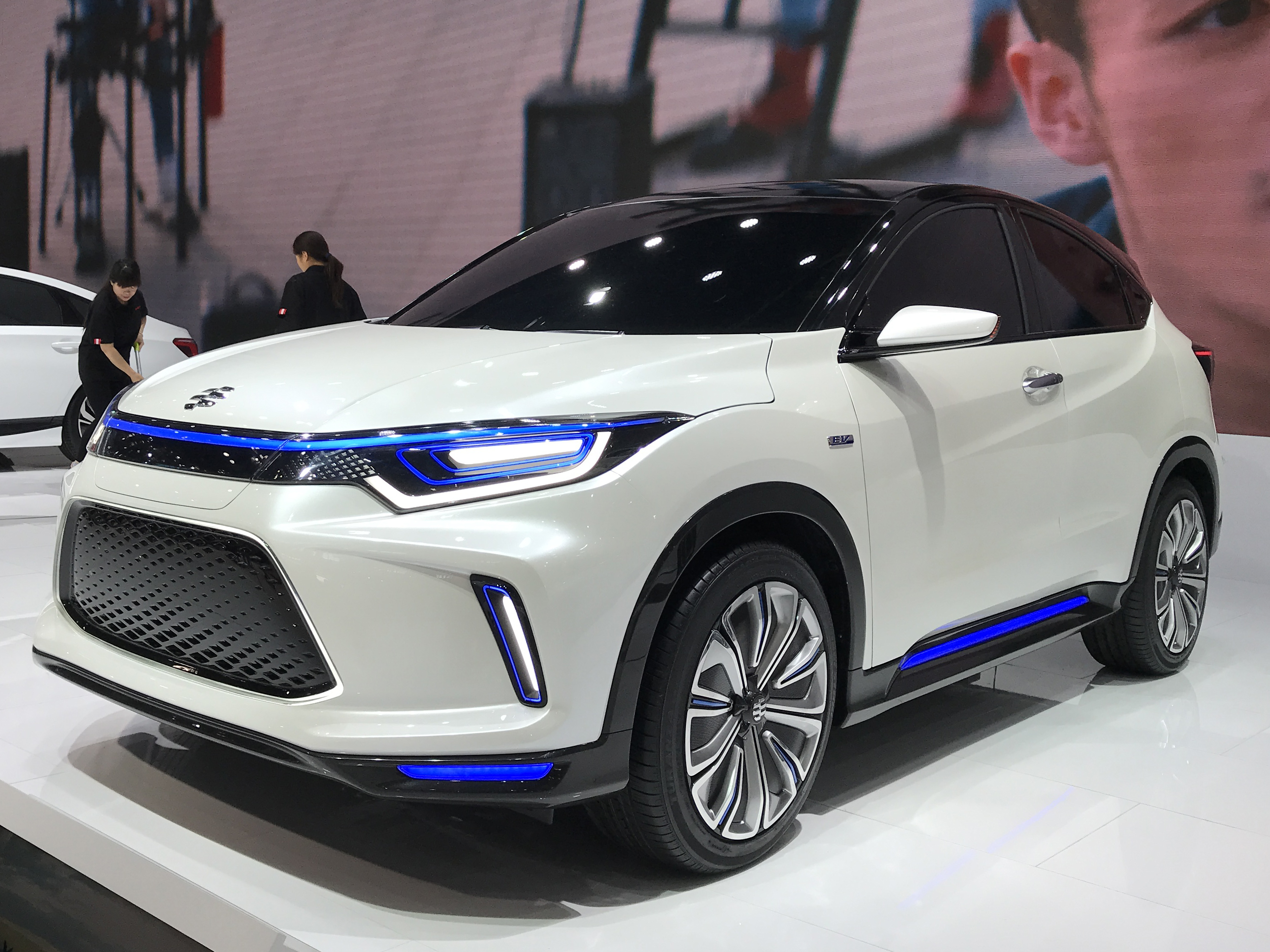
Everus EV concept